# Chó chăn cừu Anatoli
Chó chăn cừu Anatoli (Anatolian Shepherd, tiếng Thổ Nhĩ Kỳ: Anadolu çoban köpeği) là một giống chó chăn cừu có nguồn gốc từ vùng Anatoli thuộc vùng Thổ Nhĩ Kỳ, chúng được nuôi để bảo vệ các con gia súc trước các loài thú dữ, thậm chí là trước loài báo săn.

## Tổng quan
Chó Anatoli, loài chó chăn cừu mà người Thổ Nhĩ Kỳ đã sử dụng hàng ngàn năm nay để chống lại thú dữ. Chó chăn cừu Anatoli rất to khỏe, mỗi con nặng khoảng 50–68 kg, cao khoảng 70 cm, sống thành đàn và có khả năng tư duy độc lập, dám đương đầu với cả thú dữ. Thông thường, nghe tiếng sủa to, vang dội của chúng, thú dữ cũng phải e ngại và lảng ra xa. Chúng có bộ lông ngắn.

## Ở Nam Phi
Chó chăn cừu Anatoli phục vụ công tác bảo vệ dê và cừu nuôi trong các trang trại ở Namibia. Một số loài chó chăn cừu khi nhìn thấy báo săn, lũ chó thường bỏ chạy, càng kích thích bản năng săn mồi của báo, khiến cho số lượng gia súc bị giết càng nhiều hơn. Do đó loài chó Anatoli là một lựa chọn quan trọng. Loại chó khác có xu hướng bảo vệ hơn là chăn cừu. Chó Anatoli có thể thực hiện tốt nhiệm vụ mà không cần phải ra lệnh nhiều. Hơn nữa, bộ lông ngắn của chúng cũng rất thích hợp với khí hậu nóng nực ở Namibia. Chúng không chỉ đuổi được báo cheetah mà còn đánh bạt chó rừng, linh miêu, báo hoa và khỉ đầu chó.